# Bécon-les-Granits
Bécon-les-Granits ist eine westfranzösische Gemeinde mit 2.781 Einwohnern (Stand: 1. Januar 2022) im Département Maine-et-Loire in der Region Pays de la Loire. Bécon-les-Granits gehört zum Segré und zum Kanton Chalonnes-sur-Loire. Die Einwohner werden Béconnais genannt.

## Geographie
Bécon-les-Granits liegt etwa 18 Kilometer westnordwestlich von Angers am Fluss Romme. Umgeben wird Bécon-les-Granits von den Nachbargemeinden Erdre-en-Anjou im Norden, Saint-Clément-de-la-Place im Nordosten, Saint-Lambert-la-Potherie im Osten und Südosten, Saint-Léger-de-Linières mit Saint-Léger-des-Bois im Südosten, Saint-Augustin-des-Bois im Süden, Villemoisan im Südwesten sowie Val d’Erdre-Auxence im Nordwesten.
Durch die Gemeinde verläuft die frühere Route nationale 163 (heutige D963).

## Bevölkerungsentwicklung
| Jahr      | 1962 | 1968 | 1975 | 1982 | 1990 | 1999 | 2006 | 2012 | 2018 |
| Einwohner | 1606 | 1563 | 1432 | 1820 | 2252 | 2327 | 2551 | 2714 | 2796 |

Quelle: INSEE

## Sehenswürdigkeiten
- Kirche Saint-Pierre
- Schloss Le Bois-Guignot aus dem 14. Jahrhundert, Umbauten bis in das 18. Jahrhundert, Monument historique seit 2006
- Schloss Landeronde mit Kapelle, im 15. Jahrhundert erbaut, seit 1964 Monument historique
- Gutshof Grand-Maison, seit 1988 Monument historique
- Windmühle La Landronnière, seit 1975 Monument historique

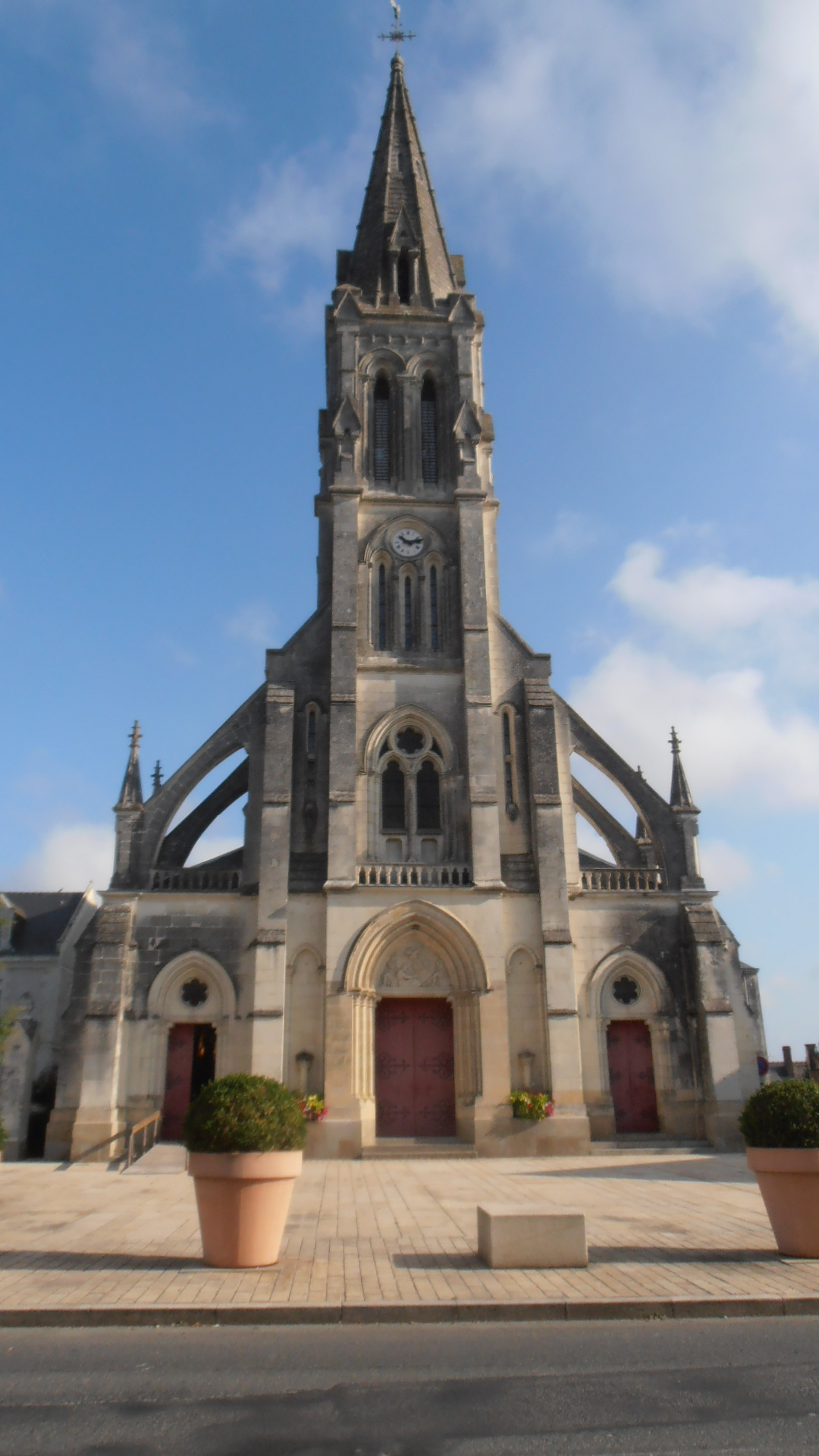
Kirche Saint-Pierre

## Gemeindepartnerschaft
Seit 2005 besteht eine Partnerschaft mit der polnischen Gemeinde Baruchowo in der Woiwodschaft Kujawien-Pommern.